# Gnússovo
Gnússovo (en rus: Гнусово) és un poble de l'óblast de Vladímir, a Rússia, segons el cens del 2010 tenia 23 habitants. Pertany al districte municipal de Sóbinka.